# Magdalena Leoness
Magdalena Leoness, auch Magdalena Leones (* 19. August 1920 in Lubuagan, Philippinen; † 16. Juni 2016 in Richmond (Kalifornien), USA) war eine philippinisch-amerikanische Geheimdienstoffizierin während des Zweiten Weltkriegs. Sie war die einzige Asiatin, die für ihre Kriegsleistungen mit dem Silver Star Orden ausgezeichnet wurde.

## Leben und Werk
Leoness wurde in Lubuagan als Tochter eines evangelischen Missionars geboren. Sie arbeitete 1942 als Lehrerin, die eine Ausbildung zur Nonne machte, als die japanische kaiserliche Armee in Nord-Luzon landete und ihre Invasion begann.
Als die Kirche in Bataan zum Hauptquartier der Bataillone wurde, half Leones, verwundete Guerillas zu pflegen. Da sie sich nach dem Fall von Bataan weigerte, sich zu ergeben, wurde sie zusammen mit den Frauen der Missionare und anderen Offizieren in Camp Holmes für fünf Monate eingesperrt. Während dieser Zeit brachte sie sich selbst das Sprechen von „Nihongo“, der japanischen Sprache, bei. Als sie freigelassen wurde, wurde sie Zeugin einer Hinrichtung von mehr als 20 jungen Bürgern. Dies veranlasste sie, Städte zu besuchen, um zu sehen, wie sie helfen könnte, obwohl das Reisen damals verboten war. 
Leoness reiste später nach Manila, um ihre Missionarsfreunde zu besuchen, die Mitglieder des Widerstands waren. Sie beschloss, als Special Agent zu dienen, nachdem sie Colonel Russel Volckman von den United States Army Forces in the Philippines – Northern Luzon getroffen hatte. Sie trat offiziell mit dem Rang eines Korporals in die philippinische Armee ein und wurde später zum Leutnant befördert. Mit ihren kirchlichen Verbindungen und ihren japanischen Sprachkenntnissen war sie in der Lage, Geheimdienstdaten, lebenswichtige Radioteile und medizinische Versorgung durch das von Japan kontrollierte Territorium zu transportieren. Obwohl sie wusste, dass Gefangennahme zu Folter und Hinrichtung führen konnte, diente sie ihrem Land weiter, was ihr den Spitznamen „die Löwin der philippinischen Guerilla-Agenten“ einbrachte.
Sie operierte größtenteils alleine, tauschte Informationen mit Widerstandsführern aus, trug medizinische Versorgung und sammelte Informationen über feindliche Anordnungen und Einrichtungen. Sie notierte sich die Namen der in La Union angelegten feindlichen Schiffe, ihren Inhalt und die Namen ihrer Kapitäne. Ihr wurde auch die Sprengung von Flugzeugen auf einer Landebahn in Tuguegarao zugeschrieben.
Obwohl sie dreimal von japanischen Streitkräften festgenommen wurde, entkam sie, um ihre Aufgaben fortzusetzen. Sie war Zeugin der Hinrichtung von Filipinos und intervenierte, um das Leben anderer durch ihre Kenntnisse der japanischen Sprache zu retten.
Leoness half General Douglas MacArthur, der sich nach Australien zurückgezogen hatte, nachdem er 1942 von den Philippinen geflohen war, als japanische Truppen die Macht übernahmen. Sie konnte Funkteile auf den Philippinen sammeln, die eine fortgesetzte Kommunikation mit MacArthur ermöglichten, was zur Landung in Leyte und zur endgültigen Rückeroberung der Philippinen im Oktober 1944 führte.

## Nachkriegszeit
1969 zog Leoness nach Kalifornien und arbeitete bei der Telefongesellschaft Pacific Bell als Sachbearbeiterin. Sie sprach nie über ihre Kriegshandlungen. Einer ihrer Söhne erfuhr davon erst, als er anfing nachzuforschen. 1996 lehnte die philippinische Regierung ihren Antrag auf Verleihung des Gold Cross, des philippinischen Äquivalents des Silver Star, ab, unter Berufung auf die Formalität des Antragszeitpunkts, der Jahrzehnte nach ihren Verdiensten betrug.
Sie starb in Richmond im Alter von 95 Jahren und wurde auf dem Nationalheldenfriedhof Libingan ng mga Bayani auf den Philippinen beigesetzt.

## Ehrungen und Auszeichnungen
- 1945: Silver Star Orden der US-Streitkräfte
- Medaille des Zweiten Weltkriegs
- Medaille der Widerstandsbewegung
- Philippine Liberation Medal
- Philippinisches Unabhängigkeitsband[7]